# Lijst van burgemeesters van Helvoirt
Dit is een lijst van burgemeesters van de voormalige Nederlandse gemeente Helvoirt tot die gemeente op 1 januari 1996 opging in de gemeente Haaren.
| Ambtsperiode | Naam burgemeester                                            | Partij of stroming | Bijzonderheden                                |
| ------------ | ------------------------------------------------------------ | ------------------ | --------------------------------------------- |
| 1810 - 1812  | François Andries de Jonge                                    |                    | maire                                         |
| 1812 - 1844  | Jhr. Marinus Bonifacius Willem de Jonge van Zwijnsbergen     |                    | eerst maire/schout; zoon van voorgaande       |
| 1844 - 1865  | Jan van den Hurck                                            |                    |                                               |
| 1865         | A. van Iersel                                                |                    | tijdelijk                                     |
| 1865 - 1908  | Philippus Jacobus Verster                                    |                    |                                               |
| 1909 - 1934  | Adriaan (A.F.) van Rijswijk                                  |                    | tevens burgemeester van Cromvoirt (1916-1932) |
| 1934 - 1959  | Mr. Eduard (E.J.J.M.) Bloemen                                |                    | vanaf december 1958 waarnemend                |
| 1959 - 1977  | Ernest (E.C.A.) baron van Hövell tot Westervlier en Wezeveld |                    |                                               |
| 1977 - 1989  | Marius (M.G.J.) Berkelmans                                   | KVP / CDA          |                                               |
| 1989 - 1993  | Drs. Odi (O.P.M.) Bouwmans                                   | CDA                |                                               |
| 1993 - 1995  | Piet (P.) Berkhout                                           | CDA                | waarnemend                                    |
| 1995 - 1996  | Mr. Fred (G.J.) de Graaf                                     | VVD                | waarnemend                                    |